# Louis-Georges-Erasme de Contades

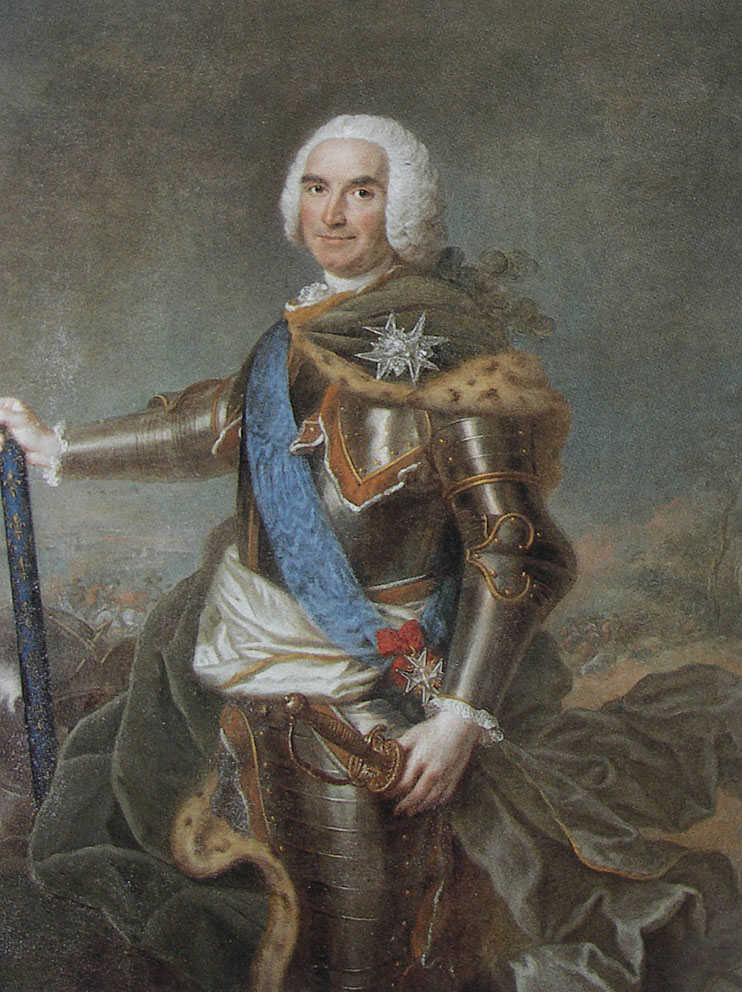
Louis-Georges-Erasme de Contades.

Louis-Georges-Erasme de Contades, född den 2 oktober 1704 i Beaufort i Anjou, död den 19 januari 1793 i Livry, Calvados, var en fransk markis och marskalk.
de Contades inträdde 1720 i hären, kommenderade 1757–1758 i sjuåriga kriget under d'Estrées och Clermont en kår vid nedre Rhen, blev efter den senares nederlag vid Krefeld 1758 överbefälhavare och lyckades tränga hertig Ferdinand av Braunschweig över på högra Rhenstranden, vilket skaffade honom marskalksstaven. År 1759 blev han befälhavare över hela franska armén i Tyskland, ryckte efter Broglies seger vid Bergen fram mot Weser, men blev slagen av hertig Ferdinand vid Minden den 1 augusti 1759 och måste draga sig tillbaka på andra sidan Rhen, varefter han i september samma år miste befälet.